# Altana (przedsiębiorstwo)
Altana AG – trzecie co do wielkości przedsiębiorstwo chemiczne i farmaceutyczne w Niemczech.
W skład koncernu wchodzą dwie spółki: ALTANA Pharma AG oraz ALTANA Chemie AG. Spółka notowana była w latach 1977–2010 na giełdzie frankfurckiej. Obecnie Altana Pharma zajmuje się produkcją dwóch leków potrzebnych w leczeniu chorób układu oddechowego, tj. Roflumilastu i Cyklezonidu.
Właścicielem 100% akcji przedsiębiorstwa jest Susanne Klatten (najbogatsza kobieta w Niemczech), poprzez spółkę SKion.
Przychód spółki w roku 2018 wyniósł 2,307 mld euro.